# Kindred (Farpoint)
Kindred is het vijfde studioalbum van Farpoint. Het album is opgenomen in de Charleston Sound geluidsstudio. Farpoint maakt op dit album muziek die een mengeling is van enigszins hippieachtige progressieve rock en Amerikaanse folk. De muziekproducent Jeff Hodges is afkomstig uit Man of Fire.

## Musici
- Dave Auerbach – gitaar
- Dean Hallal – zang
- Kevin Jarvis – toetsinstrumenten
- Jennifer Meeks – zang, dwarsfluit
- Frank Tyson – basgitaar, zang, gefluit
- Rick Walker – slagwerk, percussie

## Muziek
| Nr. | Titel                         | Duur  |
| --- | ----------------------------- | ----- |
| 1.  | Calling out (Walker, Jarvis)  | 4:54  |
| 2.  | Still water (Jarvis)          | 5:04  |
| 3.  | Unity (Jarvis)                | 1:59  |
| 4.  | Another day                   | 4:35  |
| 5.  | Water of life (Jarvis)        | 10:00 |
| 6.  | Live for Him (Hallal, Jarvis) | 5;25  |
| 7.  | Indian summer (Jarvis)        | 2:38  |
| 8.  | By my side (Meeks, Jarvis)    | 3:55  |
| 9.  | Vacant halls (Jarvis)         | 6;44  |
| 10. | Freedom road (Jarvis)         | 6:05  |